# Cantorino
I cantorini erano dei libri con notazioni usati dai cantori medievali nei cori liturgici. Essi entrano a testa alta nelle produzioni culturali e nella pratica religiosa del tempo. Tali produzioni sono corredate con miniature raffiguranti soggetti religiosi ed iconografia classica comunque ispirate al contenuto del canto. Tali opere sono state composte da artisti e miniatori fiorentini, senesi e toscani in genere a cavallo tra il XIII ed il XVI secolo. Vanno annoverati tra questi: Lorenzo Monaco, Mariano del Buono, Niccolò di ser Sozzo, Don Silvestro dei Gherarducci - autore del celebre Parto della Vergine nel 1360, Sano di Pietro, Giovanni Pietro da Cemmo - autore di Giuseppe venduto dai Fratelli ed il Maestro del Breviario Francescano. Tra le decorazioni dei canti più comuni vi sono i capolettera generalmente miniati in sontuosa eleganza.